# Трамвай у Риффельальп
46°0′7.14″ пн. ш. 7°45′3.37″ сх. д. / 46.0019833° пн. ш. 7.7509361° сх. д.
Трамвай у Риффельальп — діюча трамвайна лінія в Швейцарії, найвисокогірніша трамвайна лінія Європи (висота 2210 метрів над рівнем моря). Використовує історичний рухомий склад.

## Історія
У 1899 році біля станції Риффельальп Горнергратбану (4 км від Церматт) був відкритий новий готель. Для доставки гостей від станції до готелю була побудована мініатюрна трамвайна лінія. Лінія була відкрита 13 липня 1899 року. Довжина лінії становила 475 м, ширина колії лінії — 800 мм. Цікавою особливістю лінії було використання змінного струму (550 В). Трамвай працював тільки влітку.
15 лютого 1961 року готель згорів, таким чином 1960 рік став останнім роком роботи трамваю. Готель не відновлювався, отже, необхідність в трамвайній лінії зникла. Лінія була розібрана, а два працюючі на ній вагони були встановлені на дитячому ігровому майданчику у Церматт.
Друге життя трамвая розпочалося за сорок років. Тоді було вирішено побудувати новий готель, відповідно, виникла потреба у відновленні трамвайної лінії. Вагони, весь цей час використовувалися для дитячих ігор, були відремонтовані і приведені в робочий стан. Відновлення трамваїв проводилося в майстернях Горнергратбану. Лінія була заново відкрита 15 червня 2001 року.
Відновлена трамвайна лінія дещо відрізняється від оригінальної. Сьогоденна лінія довша (675,31 м). Крім того, тепер на лінії не використовується контактна мережа, трамваї отримують енергію від акумуляторів.

## Опис мережі
Лінія одноколійна, з вузькою колією (800 мм). Має дві зупинки. Депо поєднане зі станцією заправки акумуляторів.

## Рухомий склад
Для перевезення пасажирів використовується два відкритих двохосьових трамваї. Приводяться в дію двигунами постійного струму (потужність 10 кВт). Робоча напруга 80 В, ємність акумуляторів 320 ампер-годин. Трамваї, зазвичай, використовуються в складі двовагонних потягів.
Маса трамваю (нетто) — 3,3 тонни, довжина (по буферах) — 5,3 м, ширина — 1,5 м. Кожний трамвай має дванадцять стоячих і десять сидячих місць.
На лінії також є один службовий вантажний вагон. Максимальна вантажопідйомність його — 2,5 тонни, довжина по буферах — 5,82 м, розміри вантажної платформи — 1,5×4 м.

## Організація роботи
Трамвай працює тільки влітку з середини червня до середини жовтня. Час роботи з 11 до 16 години.

## Галерея

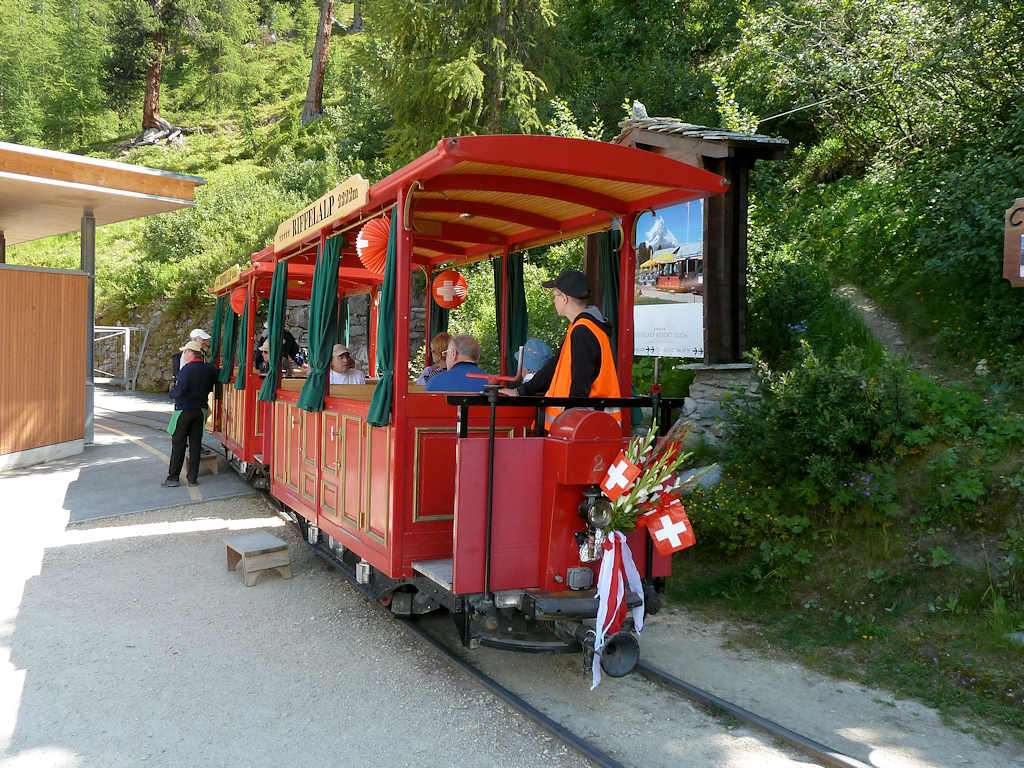
Трамвай на станції Риффельальп залізниці Горнерграт
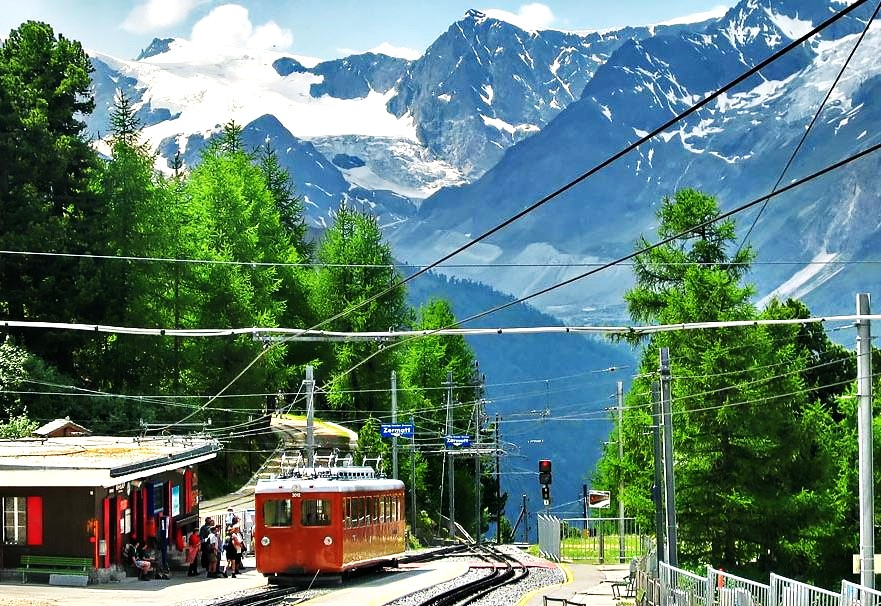
Панорама станції Риффельальп залізниці Горнерграт
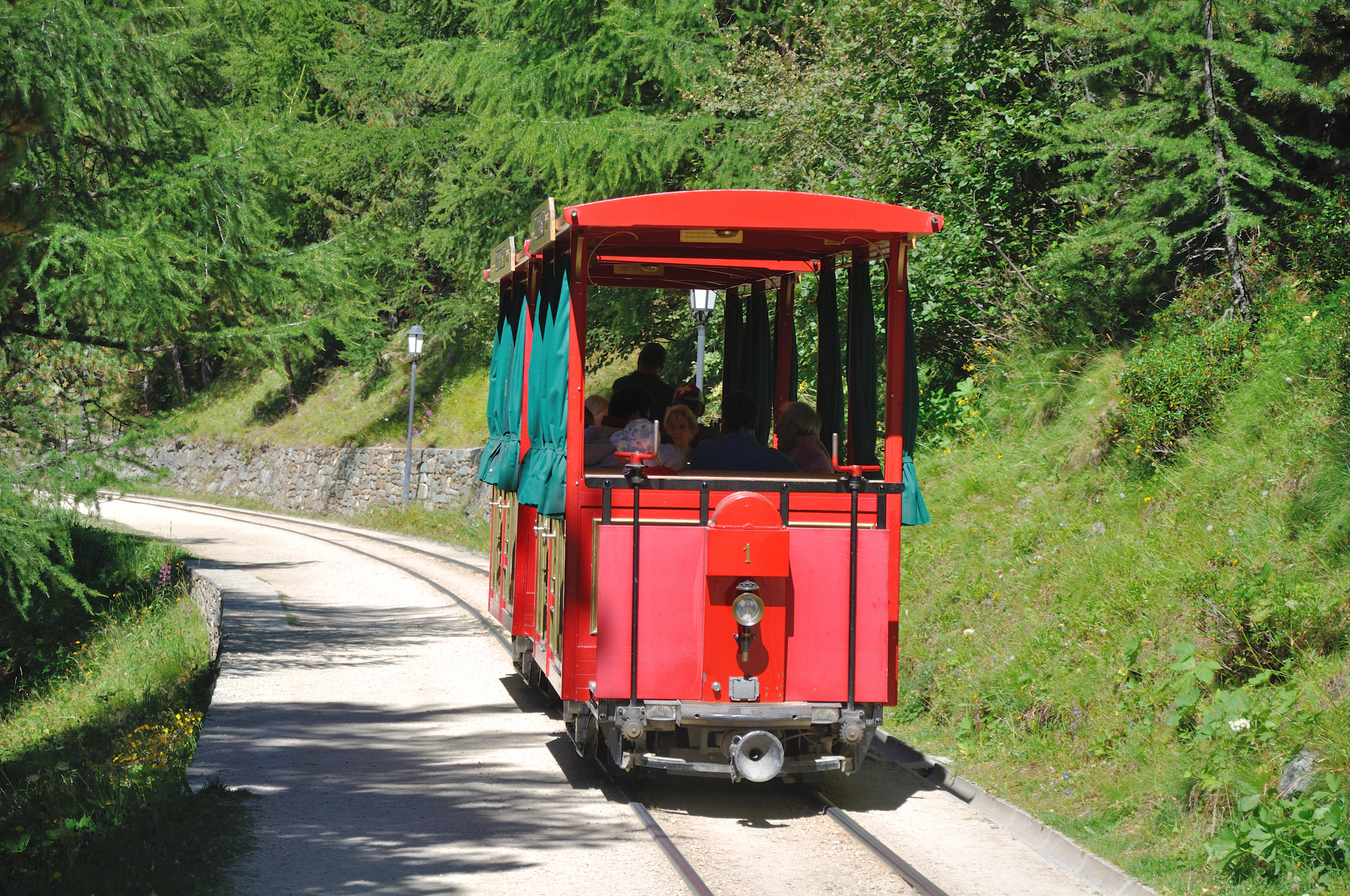
Трамвайний вагон між станцією і готелем
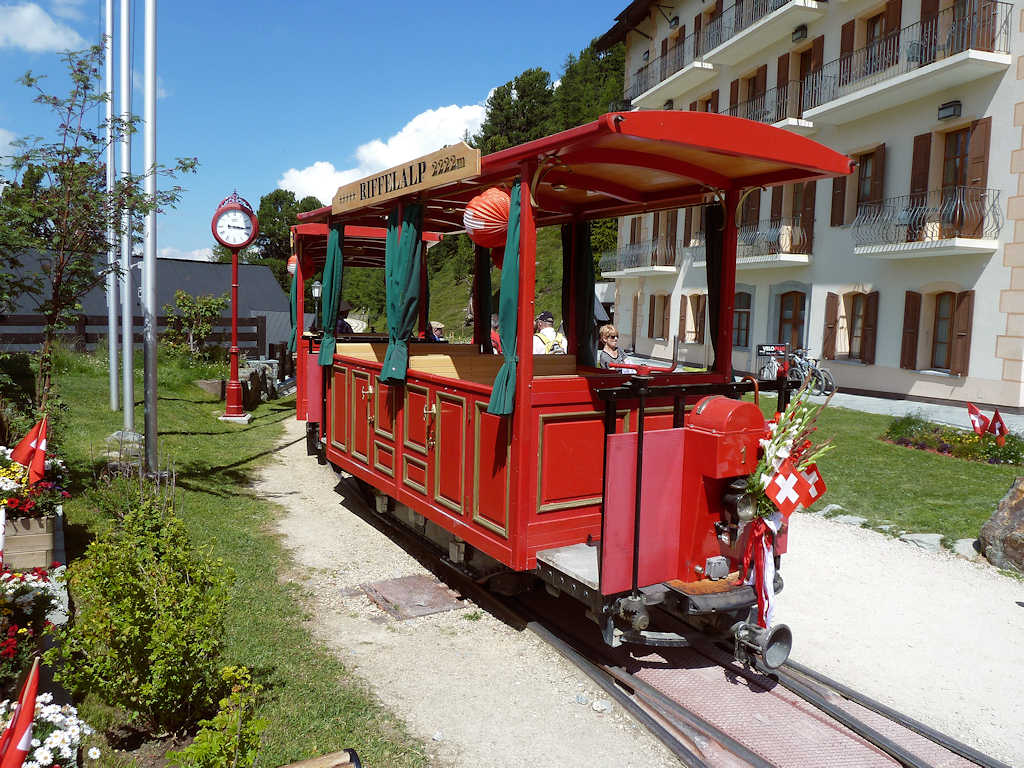
Трамвай на зупинці готелю
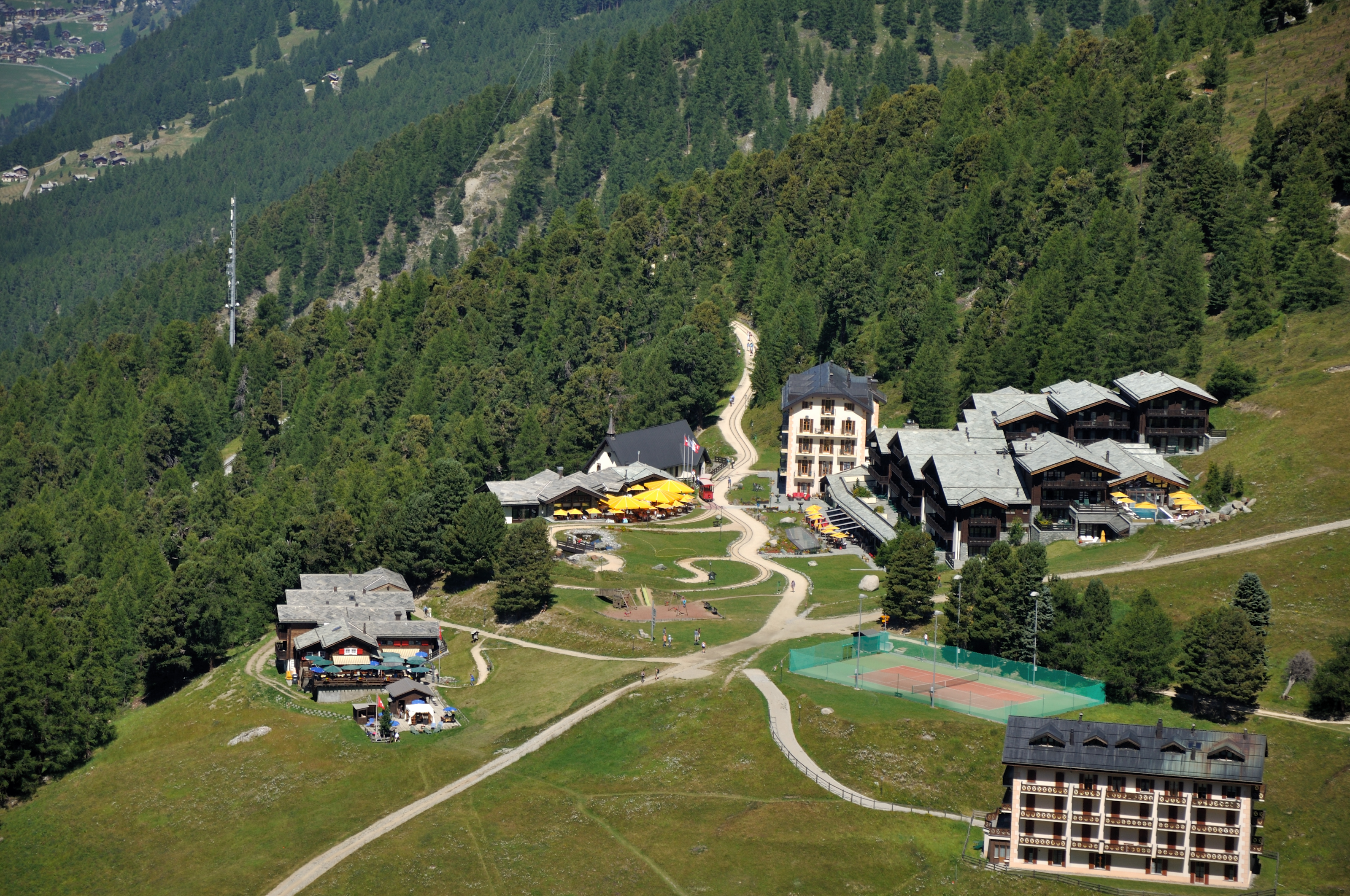
Панорама курорту із трамвайним кільцем

## Ресурси Інтернету
- Riffealptram on Riffelalp Resort website (English version)
- (нім.) Riffelalptram on Strassenbahn-Europa website
- (нім.) Images and infos about Riffelalptram
- Riffelalptram на YouTube